# محمد سیهامی بن صفری
محمد سیهامی بن صفری (انگلیسی: Syahmi Safari؛ زادهٔ ۵ فوریهٔ ۱۹۹۸) بازیکن فوتبال است.
از باشگاه‌هایی که در آن بازی کرده‌است می‌توان به باشگاه فوتبال سلانگور اشاره کرد.
وی همچنین در تیم‌های ملی فوتبال زیر ۲۲ سال مالزی و مالزی بازی کرده‌است.